# Communauté d’agglomération de Dembeni-Mamoudzou
Die Communauté d’agglomération de Dembeni-Mamoudzou ist ein Gemeindeverband mit der Rechtsform einer Communauté d’agglomération im französischen Überseedépartement Mayotte. Sie wurde am 28. Dezember 2015 gegründet und umfasst zwei Gemeinden. Der Sitz befindet sich in Mamoudzou.

## Mitgliedsgemeinden
| Gemeinde                                        | Einwohner 1. Januar 2022 | Fläche km² | Dichte Einw./km² | Code INSEE | Postleitzahl |
| ----------------------------------------------- | ------------------------ | ---------- | ---------------- | ---------- | ------------ |
| Dembeni                                         | 15.848                   | 38,38      | 413              | 97607      | 97660        |
| Mamoudzou                                       | 71.437                   | 42,30      | 1.689            | 97611      | 97600        |
| Communauté d’agglomération de Dembeni-Mamoudzou | 87.285                   | 80,68      | 1.082            | –          | –            |